# Coppa del Baltico 1933
L'edizione 1933 della Coppa del Baltico fu la sesta del torneo e fu vinta dalla Lettonia, giunta al suo terzo titolo.

## Formula
Il torneo fu disputato su un girone con gare di sola andata giocate tutte a Kaunas nel giro di tre giorni: erano assegnati due punti alla vittoria, uno al pareggio e zero alla sconfitta.

## Classifica finale
| Pos. | Squadra  | Pt | G | V | N | P | GF | GS | DR |
| ---- | -------- | -- | - | - | - | - | -- | -- | -- |
| 1.   | Lettonia | 3  | 2 | 1 | 1 | 0 | 3  | 2  | +1 |
| 2.   | Lituania | 2  | 2 | 0 | 2 | 0 | 3  | 3  | +0 |
| 3.   | Estonia  | 1  | 2 | 0 | 1 | 1 | 1  | 2  | -1 |

## Risultati
| Arbitro: | Yrjö Tuhkunen |

|                |           |             |
| Citavičius 55’ | Marcatori | 15’ Kuremaa |

| Arbitro: | Yrjö Tuhkunen |

|  |           |              |
|  | Marcatori | 35’ Šeibelis |

| Arbitro: | Yrjö Tuhkunen |

|                             |           |                    |
| Sabaliauskas 33’ Lingis 55’ | Marcatori | 52’, 65’ Pētersons |